# Carex omeiensis
Carex omeiensis là một loài thực vật có hoa trong họ Cói. Loài này được Tang mô tả khoa học đầu tiên năm 1932.